# Bom Jesus de Goiás
Bom Jesus de Goiás är en kommun i Brasilien.   Den ligger i delstaten Goiás, i den sydöstra delen av landet, 300 km sydväst om huvudstaden Brasília. Antalet invånare är 20 729.
Trakten runt Bom Jesus de Goiás består till största delen av jordbruksmark. Runt Bom Jesus de Goiás är det ganska glesbefolkat, med 28 invånare per kvadratkilometer.